# Beta-catenina
La β-catenina è una subunità del complesso proteico della caderina ed è il punto centrale del pathway Wnt\b-catenina, associato alla sopravvivenza cellulare. È codificata dal gene CTNNB1.
Nella Drosophila, l'omologa proteina è chiamata armadillo.
La β-catenina fa parte della famiglia delle proteine armadillo, caratterizzata dalla presenza di una serie di domini aminoacidici con capacità di omo – eterodimerizzazione.
Tale proteina svolge numerose funzioni. È importante per la stabilizzazione del citoscheletro e per la stabilità delle giunzioni intercellulari dove interagisce con la caderina o con l'alfa-catenina. Inoltre svolge il ruolo di fattore trascrizionale nella via di segnalazione denominata wingless/Wnt.

## Ruolo nella via di segnalazione Wnt\β-catenina
Negli esseri umani, fisiologicamente, in assenza del ligando Wnt, la β-catenina interagisce con un complesso proteico formato da APC, AXIN1, AXIN2, la proteina fosfato 2 e GSK3B. Quest'ultimo fosforila i residui terminali di serina e treonina della β-catenina e ne provoca l'ubiquitinazione con la conseguente degradazione tramite il proteasoma. 
In presenza del ligando Wnt che interagisce con il recettore di membrana Frizzled, invece, il complesso proteico è inibito e la β-catenina non viene degradata. Quindi essa entra nel nucleo ed interagisce con molti fattori trascrizionali tra cui quelli della famiglia TCF(T-cell factor)/LEF(lymphoid enhancing factor), portando ad attivare i geni responsivi del pathway Wnt. 
In generale l'attivazione della β-catenina innesca meccanismi di crescita e resistenza all'apoptosi attivando geni c-MYC e la ciclina D1..
In riferimento a quest'ultimo aspetto, il gene che codifica per la β-catenina è considerato un oncogene.
Un incremento di β-catenina è sovente riscontrabile nel carcinoma a cellule basali e soprattutto nel cancro del colon-retto.

## Altre funzioni
Blocca l'anoikis di cellule tumorali epiteliali derivanti da rene o intestino e promuove la loro crescita ancoraggio-dipendente tramite l'inibizione di DAPK2.
È coinvolta nel pathway CDK2/PTPN6/CTNNB1/CEACAM1 dell'internalizzazione dell'insulina.